# Булатова Муніра Закирівна
Булатова Муніра Закирівна (тат. Мөнирә Закир кызы Булатова; нар. 19 травня 1914, Янгільдіно, Чебоксарський повіт, Казанська губернія — 31 травня 2011, Казань, Татарстан) — радянська, татарська оперна співачка (меццо-сопрано), педагог, солістка Татарського театру опери та балету імені Муси Джаліля. Заслужена артистка ТАРСР (1945). Народна артистка ТАРСР (1950). Народна артистка РРФСР (1957).

## Біографія
Булатова Муніра Закирівна народилася 19 травня 1914 року в селі Янгільдіно Чуваської АРСР.
У 1930 році закінчила Казанський індустріальний технікум.
З 1930-36 рр. працювала на заводі імені Вахітова майстром свічкового цеху.
З 1934 по 1936 рр. навчалася в Казанському музичному технікумі.
З 1936 по 1938 рр. навчалася в Татарській оперній студії при Московській державній консерваторії імені П. І. Чайковського.
З 1939—1978 артистка Татарського театру опери і балету імені Мси Джаліля.
З 1948—1953 навчалася в Московській консерваторії ім. П. І. Чайковського.
У сезоні 1949—1950 рр. стажувалася в Великому театрі, виступала в партіях Поліни і Миловзора в «Піковій дамі» П. Чайковського.
З 1967—1970 рр. директор Театру опери і балету імені Муси Джаліля.
З 1978—1985 рр. викладала в Казанському державному інституті культури.
Багато років М. Булатова була головою Татарського відділення Всеросійського театрального товариства.
Була депутатом міськради Татарської АРСР.
Муніра Булатова померла 31 травня 2011 року в Казані. Похована на Ново-Татарському кладовищі  [Архівовано 20 червня 2021 у Wayback Machine.].

## Творчість
Протягом декількох десятиліть М. Булатова була однією з провідних солісток Татарського театру опери і балету. Її репертуар був великий і різноманітний, і включав в себе партії з опер зарубіжних, російських і татарських композиторів.
У роки Великої Вітчизняної війни понад 70 разів виступала перед солдатами Третього Прибалтійського фронту, в частинах Радянської армії, в госпіталях і санчастинах.
Булатова так само вела активну концертну діяльність, виконувала романси і пісні російських і татарських композиторів, була першою виконавицею багатьох романсів Р. Яхіна.
У фондах ДТРК «Татарстан» знаходиться більше 160 записів виконання Булатової.

## Звання та нагороди
- Заслужена артистка Татарської АРСР (1945)
- Народна артистка Татарської АРСР (1950)
- Народна артистка РРФСР (1957)
- Два ордена Трудового Червоного Прапора
- медалі

## Основні партії
- Зібель («Фауст» Ш. Гуно)
- Кармен («Кармен» Ж. Бізе)
- Кончаківна («Князь Ігор» О. Бородіна)
- Марина Мнішек («Борис Годунов» М. Мусоргського)
- Любаша («Царська наречена» М. Римського-Корсакова)
- Ольга, Няня («Євгеній Онєгін» П. Чайковського)
- Тугазак, Хаят («Алтинчеч», «Джаліль» Н. Жиганова)
- Разія («Самат» Х. Валіулліна)
- Джіхан, Марфуга («Черевички», «Невідіслані листи» Джаудата Файзі)